# 한국의 연극
한국 연극(韓國_演劇)의 장르는 가면극, 인형극, 판소리, 창극, 신파극, 신극의 여섯으로 크게 나눌 수 있다.

## 개요
한국 연극의 기원도 다른 나라의 경우와 마찬가지로 고대 제의에서 찾을 수 있다. 예컨대 부여의 영고, 고구려의 동맹, 동예의 무천, 마한의 춘추농경제, 가락의 계욕 등 어느 부족사회에 있어서나 1년에 한두 차례 제천과 아울러 가무백희를 하였다고 하는데, 이때에 한국의 연극이 싹텄음을 생각할 수 있다. 이러한 고대 제의는 현존하는 동신제의 민속에서 그 유풍을 찾을 수밖에 없으며, 그 연기된 가무백희(歌舞百戱)도 현존하는 동신제의 농악이나 각종 가면희(假面戱)에서 그 모습을 짐작할 수밖에 없다.
고구려
삼국 중에서 고구려의 음악과 춤은 일찍이 서역(西域, 중국 서쪽) 음악의 영향을 받아 발달하였으며, 중국의 수나라·당나라와 일본에도 전해져서 수나라의 7부기(七部伎)와 9부기, 당의 10부기에 들었고, 일본에서는 고마가쿠라 하여 삼국악을 통틀어 부르게 되었다. 특히 일본에 전해진 고마가쿠 24곡 중 12곡이 모두 가면무이며, 백제가 전한 기악(伎樂)과 함께 이러한 대륙 전래의 악무가 한국과 일본 연극의 하나의 연원이 된 것이 사실이다.
신라
신라는 7세기 후반에 삼국을 통일하고, 가야·백제·고구려의 악무를 함께 집성하여 후대에 전한 것이 제일 많았다. 그 대표적인 종목을 들어보면 검무·무애무·처용무·5기 등으로서, 그 중 처용무는 고려와 조선조에까지 계승되어, 처용 가면을 쓰고 추는 궁중무극으로 연행(演行)되어 왔다. 5기는 금환·월전·대면·속독·산예의 다섯 가지 놀이로서, 이 놀이들을 최치원은 신라 고유의 향악이라고 읊었지만, 그 내용으로 보아 중국과 서역 전래의 산악(散樂, 중국의 속악) 등에서 영향받은 삼국악을 종합한 놀이들임을 알 수 있다.
고려
고려조는 신라의 유풍인 팔관회와 연등회를 계승하여, 이때에 신라 이래의 백희(百戱)를 함께 거행하였는데, 그 내용은 이색의 시 〈산대잡극(山臺雜劇)〉에서 짐작할 수 있는바, 일종의 장식무대인 채붕(綵棚)과 함께 가악무와 기기곡예(奇伎曲藝)들로 되어 있다.
조선
조선조에는 나례도감(儺禮都監) 또는 산대도감(山臺都監)을 두어 산대희(山臺戱)를 관장하고, 나라의 공의(公儀, 공적 의식)로써 연행하여 왔으나, 임진왜란·병자호란 양난을 겪은 뒤로는 쇠운에 접어들어 18세기 후반 정조조에는 중지되고 말았다. 이 공의로써 정파된 연기자들의 지방 정착으로 현존하는 민속으로서의 산대도감 계통극인 경기 일원의 산대극, 해서지방의 탈춤, 영남지방의 오광대(五廣大)와 야유(野遊), 그리고 인형극인 꼭두각시놀음 등의 드라마가 형성되어 갔다.
판소리
가면극과 인형극 외에 조선조 후기의 특수한 연극 장르로는 판소리를 들 수 있다. 판소리는 대체로 17세기 말에서 18세기 초에 이르는 동안 선구자인 판소리광대들에 의하여 개척된 독연(獨演) 형태의 극예술로서, 18세기 중엽에는 <춘향가> 이하 열두 마당의 고정된 레퍼토리를 갖기에 이르렀다. 18세기 후반 신재효가 전래하던 판소리 열두 마당을 여섯 마당의 극본으로 재정리하여 구전문학에서 문자로 고정시키기에 이르렀다. 판소리는 20세기에 계승되어, 1908년 이인직의 '원각사' 극장 이후 배역과 합창이 시도되고, 조선성악연구회에 이르는 동안 창극으로 정립되어 갔다. 이 창극을 구극(舊劇) 또는 국극(國劇)이라고도 부른다. 1902년 12월 한국 최초의 옥내 상설극장이요, 또 황실극장격인 '협률사'가 개장되었다. 그 뒤를 이어 최초의 신연극장인 '원각사'가 이인직에 의하여 1908년 7월에 창설되었으며, 11월에 이르러 한국 신연극의 첫작품인 이인직의 <은세계(銀世界)>가 공연되었다.
신연극
한국 신연극사의 제2기에 해당되는 1910년대의 10년간은 신파극으로 시종한 시기이다. 이 시기에 활약한 연극인과 극단들로는 임성구의 '혁신단', 윤백남의 '문수성(文秀星)', 그리고 이기세의 '유일단'을 들 수 있고, 그들의 레퍼토리는 정치극에서 출발한 일본의 신파극을 번안하여 상연하였으나, 점차 민중 계몽극으로 변모하여 갔다.
근대극
3·1운동 이후 근대극이 태동되고, 김우진이 주도한 '동우회(同友會) 순회연극단'의 뒤를 이어 '극예술협회'와 '민중극단'이 생기고, 박승희에 의하여 주도된 '토월회'가 20년대의 근대극 운동을 대표한다. 1930년대의 신극 확립은 유치진과 서항석 등에 의해 주도된 '극예술연구회'가 담당하였고, 일제 말기의 이른바 국민연극의 암흑기를 지나 8·15 광복을 맞이하였다.
해방 이후
해방 후의 좌우익 투쟁의 혼란기와 한국전쟁을 겪고, 60년대에 들어서면서 한국 신극은 점차 중흥의 시기를 맞이여, 새로운 국립극장도 개관을 보았고 극계는 서양 연극의 모방이 아닌 한국연극으로서의 신극의 등장을 지향하고 있다.

## 시대별 연극

### 삼국 시대
삼국 시대는 일반적으로 4세기 초에서 7세기 중엽까지 고구려·신라·백제 세 나라가 정립하여 항쟁하던 시대로서 처음부터 고대국가로서의 체제를 갖추고, 종교적으로는 유(儒)·불(佛)·선(仙) 등을 바탕으로 농경생활을 영위해 오던 때를 말한다.
일찍부터 고구려는 화북(華北) 및 국경 바깥의 선진문화와 접촉이 잦았고, 낙랑문화를 비롯한 중국 대륙계와 서방 인도계의 문화를 흡수, 다시 신라·백제로 전파하여 갔다.
신라에서는 대륙 및 서역계(西域系)의 기악(伎樂)과 산악계(散樂系)의 골계희(滑稽戱, 우습고 익살스러운 연극)를 흡수, 이를 향악으로 발전시켜 갔다. 그 대표적인 기록으로는 《삼국사기》 권32 〈잡지(雜志)〉에 보이는 최치원의 향악잡영 5수의 시가 바로 그것이며 이를 신라의 5기라고도 하는데 금환·월전·대면·속독·산예 등이 그것이다. 당시 ‘5기’는 많은 신라악 중에서는 물론, 고구려·백제 등 삼국악을 대표한 극적 놀이로서 재래의 단순한 기쁨과 즐거움과는 달리 외래의 광대 연극을 종합하여 향악 및 극적 예능으로 발전시킨 형태였다.
재래의 고구려악중에는 외래성(外來城)·연양(延陽)·명주(溟州)의 3종이 있었다 하며, 고구려악은 일찍이 중국으로 건너가 수의 7부기(七部伎)와 9부기(九部伎), 당의 10부기(十部伎)의 하나로 등장하고, 또 중국 사서에는 지서가(芝栖歌)·가지서무(歌芝栖舞)를 들고 있으나 그 연출 방법은 알 수 없다.
백제악(百濟樂)은 선운산(禪雲山)·무등산·정읍·지리산·방등산의 5종으로, 중국 사서에는 또한 백제기(百濟伎)로서 투호(投壺)·위기(圍碁)·저포(樗蒲)·악삭과 농주지희(弄珠之戱) 등을 들고 있으나, 모두 자세하지 않다. 다만 《일본서기》에서는 백제사람 미마지(味摩之)가 남중국인 오나라에서 기악(伎樂, 기가쿠)을 배워 일본에 전하였다 하나, 기실 백제사에는 이를 볼 수 없고 일본사에만 전하고 있다.
이에 비하여 신라악은 회악(會樂)·신열악(新熱樂)·돌아악(突阿樂)·지아악(持兒樂)·사내악(思內樂) 등 18종의 악명(樂名)을 볼 수 있고 이 밖에도 동경(東京) 2종·목주(木州)·여나산(餘那山)·장한성(長漢城)·이견대(利見臺) 등 6종이 기록된 데도 있다.
여기서 악(樂) 혹은 기(伎)라고 하는 것은 원래 가(歌)·무(舞)·악(樂)·기(伎) 등의 종합예술인 연극의 미분화상태에 있어서의 총칭으로서, 넓은 의미에서는 음악무용을 비롯한 예능·극희 전반을 지적하는 말이었다. 신라악은 금척(琴尺)·무척(舞尺)·가척(歌尺) 등으로 구성되고 이는 향인(鄕人)의 희락을 위한 종합예술이었다. 이러한 삼국악 외에도 후세의 연극사에 있어서 큰 비중을 차지한 신라의 검무·처용무·무애무 등을 들 수 있다.

#### 제천의례와 가면희
3세기경의 한반도의 여러 부족의 생활을 기록한 《삼국지》〈위지동이전(魏志東夷傳)〉과 그 밖의 중국 사서에 의하면 어느 부족사회에서나 1년에 한 두 차례 나라 안에 큰 모임을 열고, 제천(祭天)과 아울러 부족의식을 공고히 하기 위해서 가무백희(歌舞百戱)를 연행하였다고 하였다. 이때 한국의 원시극인 무의식극(無意識劇)으로 가면희(假面戱)가 이미 그 속에서 싹트고 있었음을 생각할 수 있으며, 부여의 영고, 고구려의 동맹, 동예의 무천, 마한의 5월제·10월제, 가락의 계욕 등은 그 대표적인 제사 의식이 된다.
이러한 고대의 제의에 대해서는 자세한 기록이 없어 전승된 민속에서 그 내용을 복원할 수밖에 없는데, 현존한 동신제나 사당 등에서 그 전해 내려오는 풍습을 추측할 수 있다. 《동국세시기》에는 청안(淸安)의 국사신사(國師神祀), 웅천(熊川)의 웅산신당사(熊山神堂祀), 고성군신사(高城郡神祀) 등에 관한 기록이 보이며, 《임영지(臨瀛誌)》 〈풍속조(風俗條)〉에는 강릉 단오굿에 관한 기록이 보인다.
또 강릉단오굿과 거의 같은 계통의 별신굿이라 생각되는 것으로 하회별신굿이 있다. 이처럼 각 지방에 전해져 오는 동제(洞祭)의 민속과 그에 따르는 가무오신(歌舞娛神)의 각종 연희가 바로 영고·동맹·무천 등 고대제의의 유속(遺俗)이며, 그 가무(歌舞)와 가희(歌戱)가 근원연극(根源演劇)으로서 한국 연극의 기원의 하나가 됨을 짐작할 수 있다.
원시사회에 공통된 제천의식에 이어, 영신(迎神)과 조묘제의(祖廟祭儀)의 보다 더 구체적인 기록은 《삼국유사》 〈가락국기(駕洛國記)〉에서 찾을 수 있는데 이것은 건국신화인 시조 수로왕의 전설이 그들의 제전(祭典)을 통하여 형성된 것임을 말해준다. 문자로 기록할 수단을 갖지 못한 그들은 춤과 노래의 제천극희(祭天劇戱)를 통해 그들의 역사, 즉 '생활이 된 현실로서의 신화'를 되풀이하고, 제전의 실수(實修)행위로써 이를 전승해온 것인데 이러한 기록에 의해 제의의 일부로 무언극적 춤이 연무(演舞)되고, 그 제의무(祭儀舞)가 다시 드라마로 발전하였음을 알 수 있다. 이 밖에 토템의례·농경의례·장의(葬儀) 등에서도 한국 연극의 기원을 말해주는 여러 가지 시사를 찾아볼 수 있다.

#### 고구려악
고구려악은 고려악이라고도 하는데 고구려의 고분벽화에서 보이는 정도이며, 문헌을 통한 고증은 확실하지 못하다.
고구려 가악(歌樂)에 대해서는 《고려사》 〈악지(樂志)〉의 삼국속악조에 '내원성(來遠城)' '연양(延陽)' '명주(溟州)'의 3종이 기재되어 있다. 또한 고구려악 은 일찍이 중국으로 건너가 수의 7부기(七部伎)와 9부기(九部伎), 당 태종 때의 10부기(十部伎)에도 중요한 위치를 차지했다.
일본에는 삼국악(三國樂)이 5세기 중엽에서 7세기 중엽에 이르는 동안 신라악·백제악·고구려악의 순서로 전래되어 정립하였으나 9세기 중엽에 이르러 그들이 외래무악을 정리할 때 삼국 및 발해(渤海)의 악무(樂舞)를 우방악(右方樂), 당 및 인도 등의 악무를 좌방악이라 이르게 되었다. 그런데 좌방악은 카라가쿠, 우방악은 코마가쿠라 하여 고구려악이 삼국악의 총칭으로 불리게끔 되었다.

##### 고구려악과 서역악
《수서》 〈음악지〉에 고구려악으로 지서가(芝栖歌)와 가지서무(歌芝栖舞)가 있음을 기록하고 있는데, 오늘날 그 연무(演舞)의 내용은 분명치 않으나, 이는 한국어로 극희를 의미하는 '짓'이란 말의 대자(對字)로 추정된다. 그런데 여기 우리의 주목을 끄는 것은 수의 9부기(九部伎)의 하나인 서역(西域) 안국악(安國樂) 중에 가지서(歌芝棲)와 무지서(舞芝棲)가 있다는 사실이다. 이는 우연한 부합이 아니라 고구려의 지서가무(芝栖歌舞)와 안국(安國)의 지서가무가 같은 계통의 것임을 시사하는 것으로 생각된다. 지서뿐만 아니라 당의 10부기(十部伎) 중 고려기(高麗伎)에는 호선무(胡旋舞)와 광수무(廣袖舞)가 들어 있는데 역시 10부기 중의 하나인 강국기(康國伎)·미국기(米國伎)·식닉기(識匿伎)에도 호선여무(胡旋女舞)가 보인다. 이 밖에도 수·당의 '악'과 고구려악이 같은 계열의 것임을 짐작케 하는 사실들은 많다.
일본에서 전해지고 있는 우방악(무)(右方樂〈舞〉), 즉 고구려악 24곡(曲) 중에는 일본제 악무라고 하는 것이 4곡이다. 나머지 20곡중 12곡은 가면극이고 나머지 8곡은 가면을 사용하지 않은 것이다. 이것은 물론 삼국과 발해악(渤海樂)의 집성으로 고구려악만을 가리키는 것은 아니지만 현존한 가면과 간단하나마 일본 악서 중에 전하는 연무(演舞) 내용과 설명들은 고구려악을 비롯한 삼국악을 복원(復元)하는 데 있어 중요한 자료의 하나가 되고 있다.
이처럼 고구려악이 신라나 백제악을 대표하여 수·당의 9부기·10부기에 포함되고 일본의 우방악으로 집성될 수 있었던 것은 고구려악이 당시 중국을 풍미하던 오현(五絃)과 필률 같은 서역(西域)악기와 가면무(假面舞)를 도입·흡수하였기 때문이라고 하겠다.

#### 백제악
백제의 가악(歌樂)은 《고려사》 〈악지(樂志)〉에 선운산(禪雲山)·무등산(無等山)·방등산(方等山)·정읍(井邑)·지리산(智異山) 등 5종이 기재되었고, 《수서》 〈동이전(東夷傳)〉에는 백제기(百濟伎)로 투호(投壺)·위기(危機)·악삭·농주지희(弄珠之戱)를 들고 있는데, 백제악은 고구려악과는 달리 수(隋)의 9부기(九部伎)에 들지 못했다. 그 이유는 주로 중국 남조악(南朝樂)인 청악계(淸樂系)의 영향을 받은 반면 당시 유행하던 서역계(西域系)의 음악을 채용하지 않았던 것에서 찾을 수 있다.
일본의 악서(樂書)인 《악가록(樂歌錄》에는 백제의 악인(樂人)이 554년에 백제악을 전했다고 기록되어 있고, 《일본서기(日本書紀)》에는 백제 무왕 13년(612)에 백제인 미마지(味摩之)가 기악을 남중국(南中國)인 오에서 배워 일본에 전했다고 기록하고 있다. 이렇게 볼 때 중앙아시아에서 시작된 기악이 백제를 거쳐 일본에 전해지고 양국의 예능 발달에 획기적인 영향을 끼쳤다는 사실은 매우 흥미있는 일이 아닐 수 없다.

#### 신라악
《고려사》 <악지> 삼국속악(三國俗樂)조에는 신라악으로 동경(東京：2종)·목주(木州)·여나산(餘那山)·장한성(長漢城)·이견대(利見臺) 등 6종이 수록되었고, 《문헌비고》 〈속악부(俗樂部)〉에는 동경곡(東京曲) 이하 30여종이 수록되어 있어, 7세기 후반에 삼국을 통일한 신라가 가야·백제·고구려악을 집대성하였으며, 후대에 전한 것이 가장 많았음을 보여준다. 신라악은 중국에 전해진 바는 없는 듯하나, 일본에 전달되어 신라악으로서 악서(樂書)에 기록이 있으며, 눌지왕 37년(453)에는 일본으로 악인 80명을 보내어 윤공천황(允恭天皇)의 죽음을 조상한 기록이 있는 것으로 미루어, 이때 벌써 신라악무(新羅樂舞)의 규모가 매우 컸음을 알 수 있다.
문헌에 '가무백희(歌舞百戱)'란 성어(成語)가 처음 보이기는 《삼국사기》 권1이며, 《문헌비고》 속악부(俗樂部)의 팔관회에 관한 기사 가운데도 보이는데, 이때의 가무백희(歌舞百戱)가 어떠한 내용의 것이었는지는 자세하지 않다. 다만 신라의 팔관회를 계승한 고려조의 팔관회에 관한 기록으로 미루어 《수서》 <음악지>에 보이는 '각저희(角抵戱)'와 비슷한 것이 아닌가 추측된다.
이러한 신라악의 내용을 보다 구체적으로 살필 수 있는 종목으로는 검무·무애무·처용무·5기·도솔가무 등을 꼽을 수 있다.

### 고려 시대
고려는 신라의 문화를 계승하여 전대의 불교를 옹호하고 관료조직을 정비, 강력한 중앙집권체제를 갖추어 갔다. 일찍이 도가 사상이 중심이 된 팔관회와 불사(佛事) 중심의 연등회는 국가의 2대 행사로서 국가 왕실의 태안(泰安)을 비는 제전으로 시작, 나중에는 채붕(綵棚), 즉 산대(山臺)를 가설하여 전대의 가면극희는 물론 가무잡극과 중국 당·송의 많은 가무희(歌舞戱)가 동시에 연출되었었다.
이와 병행하여 고려의 나례는 전대의 가면 구나희(驅儺戱)의 일종으로서 그 유래는 신라의 대면희(大面戱)에서도 볼 수 있으나 연희방법은 <고려사> <64지(志)> 계동대나의조(季冬大儺儀條)와 <후한서> <예의지(禮儀志)>의 기록이 대체로 일치하고 있어 그(중국) 모양을 모방한 듯하다. 뿐만 아니라 기원전 9-8세기 주대(周代)의 풍속에서 보이는 방상씨(方相氏)의 기록과 연희(演戱)가 일치하고 있어, 이는 벌써 고대의 풍속에서 기인한 세계공통적인 송구영신의 놀이와 주술적인 벽사진경의 뜻이 없지 않았던 것이다. 고려시대에 있어서의 세말 나례(歲末儺禮)의 풍속은 이미 명문세가의 자제들로 구성된 일종의 스펙터클한 극적 놀이로 발전하여 단순한 고대 주술적인 행사의 의미에만 그치지 않았다.
다시 여기에 오늘의 창극 배우에 해당하는 창우(倡優)·광대(廣大)의 잡기(雜技)와 유기(遊妓)들의 가무백희(歌舞百戱)가 함께 연출되는 등, 당대(唐代)의 산악계의 골계희와 송대(宋代)의 교방가무(敎坊歌舞) 및 전대(前代) 극희의 대표적인 처용·태평무(太平舞) 등이 함께 연출됨으로써 이를 더욱 찬란하게 장식했다.

#### 연등회·팔관회·백희
고려의 사회에는 시민들을 위한 고정된 오락장은 없었으나 그 대신 국가 명절과 각종 불교 행사가 행하여져서 음악·가무·백희(百戱) 등으로 제불(諸佛)과 천지신명을 즐겁게 하였고, 그로써 국가와 왕실의 태평을 빌었다. 또 이러한 국가적 행사를 통해 군신이 동락(同樂)하고 일반 백성까지 즐겼다.
고려에는 아홉 가지 명절, 즉 원정(元正)·상원(上元)·한식·상사(上巳)·단오·추석·중구(重九)·동지·팔관(八關) 등이 있었는데, 그 중 가장 성대한 행사가 상원(上元)에 행하던 연등회(나중에는 2월 연등이 되었음)와 중동(仲冬)에 행하던 팔관회였다. 연등회는 불사(佛事)에 관한 것이며, 팔관회는 토속신을 위한 것으로, 그 대상은 달랐으나 의식절차에 있어서는 양자가 동일했다.
고려 태조는 신라의 유풍인 팔관회를 부활시키고, 선풍(仙風)인 팔관회와 사불(事佛)하는 연등회를 분명히 구별했다. 그 후 유교주의(儒敎主義)를 택한 성종은 이를 폐지하였으나 현종 때에 회복되어 13세기 말 쇠퇴할 때까지 계속되었다. 전후 300년을 내려오는 동안 의식(儀式)의 내용이 변모하여 신라 팔관회의 유풍이던 의식의 중심으로서의 국선(國仙)이 없어지고, 세속인인 양반과 가산이 넉넉한 자로 하여금 대행시켜, 종교적인 제례에서 속인의 백희(百戱)를 수반하는 의식으로 변모하면서 차차 세속화하여 갔다. 백희란 죽방울놀리기·장대타기·줄타기·땅재주·사발돌리기·광대탈·꼭두각시놀음 등 신라 때의 가무백희·5기(五伎) 등의 전승이라 볼 수 있는 놀이들인데, 채붕(綵棚)이라 불리는 오색비단 장막을 늘인 다락 위에서 연희되었으며, 팔관회와 연등회 등 국가적인 경사 때에 상연되었다.

#### 고려의 재인·광대
고려의 연희는 거란의 가무잡희(歌舞雜戱), 송의 교방악(敎坊樂)과 대성아악(大盛雅樂), 서역(西域)의 안국기(安國伎)·잡기(雜技)·고창기(高昌伎)·천축기(天竺伎) 등의 영향을 받았는데, 고려가 원의 부마국(駙馬國)이 된 뒤에는 원을 통하여 유라시아 대륙 문화와의 교류가 더욱 활발해졌으며, 충렬왕 9년(1283)에 원나라의 남녀 창우(倡優)가 내조하여 '백희'를 연희하기에 이르렀다. 이때 중국을 지배하던 원조(元朝)는 중국 역대의 제왕이 유학(儒學)을 숭상하던 것과는 달리, 유학을 중히 여기지 않았고, 도(道)·석(釋)·회회교(回回敎)를 똑같이 대우하여 인종적으로나 종교적·사상적으로 퍽 관대하였다. 한편 한인(漢人)들은 이민족의 지배에 대한 불만을 술과 노래로 발산하여 신기한 잡극(雜劇)을 즐겼다. 또 백전전승의 기세로 중원(中原)을 석권한 몽고인 역시 한족의 화려한 문물에 접하자 점차 사치와 안일에 빠져 오락방면에 손을 댔으며 소설·희곡을 애호하였다. 이러한 배경 아래 잡극의 황금시대가 도래하였는데, 여기에는 당시 여러 도시의 경제가 발전하여, 이들 신흥서민(상인과 수공업자)들이 자신들의 오락을 요구하기에 이른 것도 중요한 원인이 되었다.
어느 나라나 연극문화의 발전에는 그에 뒷받침이 되는 서민의 경제적 여건이 필수적인 것이며, 이 점에서 고려의 경우도 예외가 아니었다. 고려는 개국 이래 농업과 수공업·상업을 중심으로 한 산업이 발전하여, 개성에는 상점이 상설되었고, 지방에는 향시(鄕市)라 불리는 시장이 설치되었다. 고려의 악공과 배우들은 태악서(太樂署)·관현방(管絃房) 또는 교방(敎坊)에 소속되었는데, 이들은 교방악관(敎坊樂官)·안국기인(安國伎人)·잡극기인(雜劇伎人) 등으로 분류되었다. 잡극기인이란 바로 산대잡극의 배우이며, 이들은 연극적 행사를 전담한 직업적인 배우의 일단으로 우인(優人)·창우(倡優)라고도 불리었다. 태악서·관현방 등 관에 속한 배우들외에 상당수의 악공과 배우들이 민간에 있었으며 시정(市井) 상공인들은 이들의 패트런이 될 만한 재력을 가질 정도로 성장하였으므로 이들은 직업적으로 연회에 종사할 수 있었던 것이다. 이러한 경위로 '가무백희'도 10세기 이전의 단순한 '가무백희'가 아닌, 즉 규식지희(規式之戱)에서 스토리의 전개를 보여주는 조희, 즉 소학지희(笑謔之戱)로 비약, 발전했다. 이와 같은 서민들에 의한 연희에는 바탕에 날카로운 비판정신이 깔려 있으며, 이것은 조선 왕조 후기의 산대도감(山臺都監) 계통극에서도 계승되었다.
고려에서 배우를 '광대(廣大)'라고 부른 기록은 《고려사》〈전영보열전(全英甫列傳)〉에 처음으로 보이며, 역시 《고려사》〈열전〉〈최이(崔怡)조〉에는 재인과 광대를 동일하게 보고 있다. 배우를 가리켜 광대라 부른 외에 송목손(宋穆孫)의 《계림유사》에는 '수작(水作)'이란 말이 나오는데 이것도 역시 배우를 가리키는 말이며, 유기장(柳器匠)과 수렴·도살(屠殺)·육상(肉商) 등에 종사하던 유랑의 무리인 양수척(楊水尺)의 수척(水尺, 水作)에서 나온 말이다.

### 조선 시대

#### 조선
고려 시대에 있었던 궁중나례(宮中儺禮)의 풍속과 의식은 조선에 이르러 더욱 그의 미를 확대하여 산대잡극 혹은 산대나례로 발전, 백희(百戱) 일반과 어울려 때와 장소도 일정하지 않았고, 그 목적과 의도도 달라져 갔다. 이리하여 계동나례의(季冬儺禮儀), 부묘환궁, 종묘친제(宗廟親祭), 태안이실(胎安移室), 중국 사신 영접, 신임감사(監司) 영접 때와 연락환오(宴樂歡娛) 때 등 갖가지 목적에서 연출되고 있었다.
따라서 이를 전업(專業)으로 하던 우인(優人)·광대(廣大)패가 생겨나고 또한 이를 나라에서 관장하는 산대도감(山臺都監)이라는 감독관청이 따로 있었다. 고려시대에 있어서는 명문세가(名門勢家)의 어린 자제들이 나와 이에 동원되었으나 고려 말에서 조선시대에 들어와 이에 동원된 창우·광대들의 사회적 신분이란 그들과는 비교가 되지 않을 정도로 낮은 계층의 사람들이었다. 더욱이 이것이 직업화됨에 따라 자연 기예(技藝)에 능숙한 창우(倡優)와 재인(才人)들까지도 이에 흡수되었기 때문에 그들의 신분이란 말할 수 없이 하락되어 갔다. 이것이 말하자면 조선 봉건사회에 있어서의 배우들의 신분이었다 할 수 있다. 이들은 말하자면 국가와 관의 보호를 받고 한편으로는 조정의 각종 의식은 물론 사사로운 오락에도 참여하여 즉흥적인 풍자극과 해학극을 연출한 때도 있었다. 하나의 실례로는 세조 시대의 조정 구나시(驅儺時)의 축역우인(逐疫優人) 한 사람이 자문자답으로 탐관오리의 비행을 짐짓 풍자로 엮어 연출한 사실이라든지, 유생을 가장하여 시속을 풍자한 노유희(老儒戱), 그 밖에도 정실(情實)과 조정의 부정부패를 탄핵한 도목정사(都目政事)놀이, 상소(上疏)놀이 등의 촌극(寸劇)을 엮어 연출하기도 했다. 이러한 당시 우인·광대들의 기지(機智)와 해학·풍자놀이는 근세조선의 가면극에까지도 전승되어 오고 있다.
그러나 한편 조선 전기에 있어서의 영사(迎使) 때의 나례와 백희는 국가 신흥의 기세와 함께 그 규모의 웅장하고 성대함이 이를 데 없었으며, 한때의 영사를 위한 비용면을 보더라도 나라 재정과 백성들의 부역은 너무나 엄청난 것이었다. 이를 위해 기호(畿湖) 및 충청 각도의 좋은 목재와 수천의 산대 역군이 동원된 사실과 또 그 부담과 폐단을 시정하기 위한 상소가 곳곳에서 날아들고 있었던 것으로 보아 그때의 장관을 가히 추측할 수 있다.

#### 조선 중기
조선왕조 중엽에 접어들면서부터는 임진왜란·병자호란의 양란을 겪고, 나라살림의 피폐와 국운의 쇠퇴로 말미암아 인조 12년에 공의(公儀)로써 이를 폐지하게 되자 그로부터 나례는 창우·광대들로 장관을 이루던 그 산대백희와는 달리, 축역행사(逐疫行事)의 의의로만 그치고 점차 쇠미하게 되어 그때까지 나라에 고용된 창우와 광대들은 아무런 보장이 없었기 때문에 그 나름의 생계를 위해 뿔뿔이 흩어져 가게 되었다.
이와 때를 같이 하여 중국도 명이 망하고 청이 세력을 장악하게 되자 당시 명을 섬겨 오던 조선의 정세로서는 청사(淸使) 영접에도 자연 소홀해지고, 그만큼 열의가 식어져 간 것이 당연하다 할 수 있다. 뿐만 아니라 숙종조(肅宗朝)에 있어서는 중국으로부터 실학 사상이 들어와, 그 모든 분야에 있어 실질적인 개혁이 단행되던 때로서 문학부문에서도 서민문학이 대두되고, 따라서 그때까지 그나마 존속해 있었던 청의 사신을 위한 산대잡극도 영·정조 시대 이후에는 그 예를 볼 수 없게 되었다.
한편 이 때를 기화로 하여 흩어져 갔던 창우와 광대 및 일반 평민들 사이에서는 당시 양반 사회에 대한 불만과 그들의 인간적인 욕구로서 실로 풍자적이며 해학적인 놀이가 일고 있었으니 현재 각 지방에 존속해 오고 있는 민속가면극이 바로 그것이다. 이것이 '산대' 혹은 '산두' '산대도감놀이'라고 전하여 오는 것은 전조(前朝)에 있어서의 '산대잡극' 혹은 '산대나례'에서 유래한다. 그리고 이는 전기 국가기관에 종속되어 하나의 의식적인 목적을 갖추었던 산대나례 및 산대백희 등과는 달라, 보다 자유로운 입장에서 일반 민속오락을 대표하던 놀이였다.
그러나 각 지방 민속극은 그 지방 특유의 토희(土戱)와 역자(譯者)의 구성에 따라 일정하지는 않았으며, 그 모두가 하나같이 양반사회를 풍자하고 파계승을 조롱하는 의미에서는 대동소이하다 할 수 있다. 그리고 이들 가면극은 전대 가면극의 형식을 모방하고 있어 종교적인 일면도 무시할 수 없으나 그 가면은 극히 희화화되어, 특히 양주산대극(楊州山臺劇)의 가면 중 '양반'은 윗입술이 좌우로 찢어진 언청이 '샌님'으로, 그리고 오광대(五廣大) 가면에서는 '비뚤양반'으로 더욱 조소의 대상이 되게 할 뿐 아니라 또한 강렬한 토속적 인상을 주고 있다.
뿐만 아니라 그 명칭도 일반 서민적인, 그리고 토속적인 '부네' '이매' '초랭이' '미얄할미' '말뚝이' '취발이' '쇠뚝이' '왜장녀' 등으로 불리고 있으며 이것은 그 역할의 특징과도 관련되는 이름이다. 따라서 그 내용과 동작에 가서는 풍자와 해악이 지나치게 노골화되어 있다. 이들 가면극은 어느 지방의 것을 막론하고 막(幕)과 막간(幕間)의 연결성이 완전히 무시되고 있으며, 그때그때의 기분에 맞추어 연출되었고, 악기로는 장고·북·피리·젓대·제금 등이 동원되고 장소는 일정치 않으나 대개는 마을의 광장을 이용하고 있었으며, 개복청(改服廳)과 악대석을 갖추는 외에는 특별한 장치가 없다.
이들 연극에서 가장 중요한 것은 가면이며, 그 외에도 의상과 간단한 소도구를 필요로 했다. '양주산대극'의 경우는 '상좌' 중의 청혹색(靑紅色) 고깔과 소장삼(小長衫), '노장' 중의 염주와 송낙·지팡이와 장삼, '애사당'의 변발, '왜장녀'의 큰머리·치마·저고리·쾌자(快子), '옴'의 화립(花笠)과 막대기, '연잎'의 부채와 청창의, '샌님' 양반의 유건(儒巾), '신주부'의 관(冠), '완보'의 꽹과리와 불알망태기·회초리·채찍들이 그것이다. 그리고 이들 가면의 경우 대개 전통적인 것은 못되어 하회별신굿의 가면 이외에는 전통적인 가면을 사용하고 있는 것이 없으며, 연희를 마친 다음에는 반드시 의상과 소도구 등은 모두 함께 불살라 버리는 것이 상례(常例)였다. 그러므로 그들은 이러한 연희가 있을 때마다 다시 가면과 의상 및 소도구를 마련해야 했고 그것을 마을의 공동비용으로 제작할 때에는 마음과 몸을 우선 그만큼 정결하게 하고 임해야 했다고 한다.
악곡(樂曲)에는 대개 염불·타령·굿거리가 주가 되어 있으며 춤에는 돌단·곱사위·여다지·화장멍석마리·깨끼춤 등이 있다. 전반(前半)은 대개 마임과 춤으로 엮어지며 제1고사(告祀) 장면과 제2·제3·제4·제5과장까지는 '상좌' '옴'·'먹중'들의 약간의 희언(戱言) 외에는 구나무(驅儺舞)로 시종한다. 중반 6과장에서 10과장까지는 거의 승려와 무당들의 타락상을 풍자하고 있으며, 후반 11∼12과장에서는 양반에 대한 조롱과 그들 서민의 반감을 실제화하고, 따라서 그들 생활고와 인생무상을 연출하고 있다. 따라서 그 각본은 지방에 따라 일정하지 않으며 황해도의 봉산탈춤은 전7과장으로, 여기에는 전술한 양주산대극과는 달리 사자춤(獅子舞)이 또한 특색이나 그 내용과 사상에 있어서는 대개 비슷하다.
이 극의 특징은 가무극(歌舞劇)으로서 춤과 노래로 일관하고 대사란 종속적인 것에 지나지 않는다. 그리고 그것 또한 즉흥적인데다가 연희자(演戱者)에 따라서도 일정하지 않다. 그들 구술에 의한 각본은 일정하지 않으며 그들의 놀이 또한 그날의 흥취와 기분에 따라 좌우되고 시간도 일정하지 않을 뿐 아니라 과장(科場) 또한 얼마든지 줄일 수도 늘릴 수도 있다.
연희의 시기도 지방마다 조금씩 다르나 경기지방의 산대놀이는 음력으로 3월 3일, 5월 단오, 9월 중양절(重陽節)과 4월 초파일에도 연행(演行)된다. 영남(嶺南)의 오광대 및 야유(野遊)놀이는 정월보름, 황해도의 봉산탈춤은 대개 연중행사로 단오날 저녁에 원시적인 모닥불을 밝히고 화광(火光)이 중천하는 가운데 연출되며, 이때 불빛과 달빛의 반사를 받는 가면은 더욱 괴기하게 빛나며 도약적인 무용은 한결 그 반사를 감명깊게 한다. 근세 조선에 있어서 이러한 가면극과 더불어 중요한 형태의 연극으로는 꼭두각시 인형극이 있다. 이는 일명 '박첨지극(朴僉知劇)'이라고도 하는 것으로 '꼭두각시'와 '박첨지'는 모두 이 극중의 주요인물이라는 데서 붙여진 이름이다.

#### 조선 후기
근세조선 말기에 와서 판소리는 독특한 창법을 주로 하여 왔었다. 고종 때에 신재효가 광대와 기생들을 모아 종래의 《춘향전》·《심청전》·《흥부전》 등 12마당에 손질을 가하여 《춘향가》·《심청가》·《박타령》·《토별가》·《적벽가》·《변강쇠타령》 등 6마당의 극본(劇本)으로 다시 정리하고 이를 일정한 줄거리에 맞추어 배우 한 사람이 창과 '아니리'라는 극적 대사를 함께 연출할 수 있게 만들었다.
원래 판소리는 독창으로서의 동작이 결여되었기 때문에 다분히 음악적·문학적인 요소가 지배적이다. 또 창극조에는 진양조와 중모리가 있고, 장단에도 6단계가 있으나 본래 이는 틀에 박은 듯 일정한 것은 아니고, 그때 그때에 따라 자주 변화를 갖게 되는 데에 또한 한국 창극의 특색이 있다. 그리고 그 명칭은 타령 또는 극가(劇歌)로 불리기도 한다.
이인직이 활동하던 신극 초창기의 그의 원각사(圓覺社) 무대에서도 예전의 창극배우와 기생들의 출연으로 신극과 구별하며 또 전통적인 국극(國劇)의 뜻을 살려 구극(舊劇) 또는 국극이라고 명명하게 되었다. 그리고 이미 신재효는 당시에 창극 발전을 위하여 가기(歌妓)들을 양성하고 한편으로는 남창(男唱)만이 아닌 여창(女唱)·동창(童唱) 등을 곁들여 실로 이제까지는 부자연하기만 하였던 배우 한 사람만의 표현방법을 수정하여 앞날의 창극 발전에 많은 공적을 남겼다. 조선 말년에는 이미 황실극장격이었던 협률사가 생겼으나, 이와 때를 같이한 개화의 물결과 조선조 멸망은 이미 구극(舊劇)을 도외시하게 되고 일본을 통해 들어온 소위 신파극 시대를 맞이하게 되었다.

#### 조선조의 재인·광대
조선조의 궁중 연희문화(演戱文化)를 담당한 것은 기(妓)·공(工)·배우(俳優)·화랑·사당(社堂)·무녀·농민 등이었는데, 이들 중 기(妓)·공(工)·배우(俳優)가 그 주류를 이루었으며, 나례나 영사행사(迎使行事) 등이 있을 때 봉행(奉行)하였다. 이것이 차차 무계(巫系)에 속한 광대(廣大)나 수척승(水尺僧)에 의해 대치되었는데, 이러한 현상은 조선조의 연예문화를 수정하는 근본적인 계기가 되었다.
광대·재인·수척승 등의 예능인들의 생활에 대해서는 왕조실록에도 여러 군데 보인다. 이들은 농사를 짓지 않고 걸량(乞糧)으로 생활하였으며, 국가나 관가의 행사가 있을 때마다 모여들어 사회악의 원천이 되었다고 기록되어 있다. 즉 천인인 그들은 정재인(呈才人)으로서 궁중에도 출입하여 봉행(奉行)을 했지만 관으로부터 생계에 대한 도움은 받지 못하였다.
산대나례는 공의(公儀)로서 거행된 것이었지만 일반 민중에게도 공감을 일으켜 산대희가 거행될 때는 민중이 구름처럼 모여들어 관극(觀劇)은 점점 일반화했다. 조선조의 선비들은 그들의 유학적 견지에서 산대희 자체를 비난하고 특히 풍교상(風敎上)의 이유로 일반인의 관극과 부녀자의 참관을 반대하였으며, 여러 차례에 걸쳐 상소하여 숙종 29년(1703)에는 부녀자와 사족(士族)의 관극 금지령이 내렸다. 영·정조 시대에 이르러서 드디어 산대나례의 거행은 폐지되고 이로써 창우(倡優)들은 직업화되었다.

## 같이 보기
- 탈춤
- 한국의 인형극
- 창극
- 신파극
- 신극

## 참고 자료
- 이 문서에는 다음커뮤니케이션(현 카카오)에서 GFDL 또는 CC-SA 라이선스로 배포한 글로벌 세계대백과사전의 내용을 기초로 작성된 글이 포함되어 있습니다.